# 过气漫画家的九彩生活
《过气漫画家的九彩生活》是藤枝雅創作的日本四格漫畫作品，於2015年8月27日正式創刊的四格漫畫雜誌《月刊COMIC CUNE》發表。ComicWalker網站也發表該漫畫。該作品主要敘述過氣漫畫家的生活故事。

## 登場角色
楯無劍
姬小路和珠

## 外部連結
- 过气漫画家的九彩生活 （页面存档备份，存于）於COMIC CUNE網站的內容（日語）
- 过气漫画家的九彩生活 （页面存档备份，存于）於ComicWalker網站的內容（日語）